# Tyrian
Tyrian — відеогра в жанрі скролл-шутера, розроблена World Tree Games Productions і видана в 1995 році Epic MegaGames (згодом перейменована на Epic Games).
Гра кілька разів перевидавалася, отримуючи нові рівні та додатковий вміст. В 2004 році отримала статус безкоштовної, а графіка стала доступна під відкритою ліцензією в квітні 2007 року.
Програмістом Tyrian був Джейсон Емері, ілюстратором — Деніел Кук, музику писали Олександр Брендон і Андраш Молнар.

## Ігровий процес

Геймплей Tyrian

### Основи
Tyrian є вертикальним скролл-шутером. Гравець управляє космічним кораблем, оснащеним різною зброєю. Існує передня і задня зброї, які керуються тою самою кнопкою, і бічна зброя з окремими управлінням. Корабель має запас броні, яку зазвичай неможливо поповнити, та кілька пунктів силового щита, який, на відміну від броні, поступово відновлюється.
Режим повної гри пропонує вдосконалення корабля шляхом покупки зброї та генераторів щитів, чим нагадує Raptor: Call of the Shadows. Tyrian також має аркадний режим, де немає покупок, але є численні бонуси, які збираються прямо на рівні.
Tyrian являє собою відхід від шутерів «серйозного» стилю, як Raptor і Aero Fighter, маючи мультиплікаційний стиль. Бонусні рівні в епізодах 1 і 2 були створені як данина відеоіграм Galaxian або Galaga, де є велика кількість кораблів противника, які гравець знищує один за одним.

### Складність
Є кілька рівнів складності на вибір: «Легкий», «Середній» і «Важкий», а також приховані «Неможливий», «Самовбивчий» і «Бог гри». На «Важкому» і вищих вороги мають більше здоров'я, а також вищу скорострільність. Деякі приховані рівні доступні тільки на «Важкому» рівні складності. У деяких рівнях «Важкої» складності імітується поле зору з кабіни корабля — гравець не може бачити ворогів на всьому екрані, а тільки в певному секторі перед кабіною. Після закінчення гри гравець отримує пароль для одного з декількох прихованих кораблів, а також опції для проходження на вищому рівні складності.

### Режими
Гра пропонує два основних режими гри: Повної історії та Аркадний. Між ними можливо перемикатися, використовуючи секретну процедуру (не чит-код). Так можна рано отримати екзотичну зброю в аркадному режимі (на відміну від одиночної гри, де таку зброю можна купити тільки в кінці), покращені щити або генератори.
Повна історія (Full Story) — основний режим одиночної гри з низки послідовних рівнів і сюжетними текстовими повідомленнями й порадами, які отримуються від збирання Кубів даних (Data Cubes). У певні моменти можна вибирати, який рівень проходити наступним. Наприклад, в першому епізоді, «Астероїди 1» (багато великих астероїдів на шляху) або «Астероїди 2» (кілька астероїдів, але багато ворожих оборонних башт). Іноді відкриваються додаткові місії, тому тривалість повного проходження залежить від вибору гравця.
Гравець починає зі стандартною зброєю, яка може бути модернізована або замінена іншою. Крім того є задня зброя, яка інколи може змінювати стрільбу назад і вперед. Обидва типи зброї мають одинадцять рівнів розвитку, тобто їх можна вдосконалювати 10 разів, хоча вищі рівні відповідно дорожчі. В магазині, який відкривається між рівнями, перед покупкою можна попередньо подивитися як саме нова зброя стрілятиме.
В магазині також можна придбати до двох «помічників», які слідують за кораблем. Деякі з них можуть стріляти незалежно від основної зброї. Деякі помічники призначені для забезпечення дуже обмеженого, але потужного вогню в критичний момент, наприклад, проти босів, інші служать для підтримки, даючи необмежені спеціальні боєприпаси, такі як «Vulcan Sidekick». Деяких помічників, таких як «Charge Laser» можна заряджати (гравець чекає кілька секунд перед пострілом) і здійснити набагато потужніший постріл.
Інші оновлення включають покращені щити, потужніші генератори енергії, які можуть збільшити скорострільність, а також відновлення щита, і кораблі з більшою бронею і/або вищою маневреністю.
Аркадний режим (Arcade mode) — гравець проходить самі рівні, без сюжету, і підбирає на них зброю та помічників, замість покупки. Основна та бічна зброя вдосконалюється при підбиранні фіолетових сфер, які випадають з ворогів. Кількість сфер, необхідна для нового рівня потужності, збільшується в геометричній прогресії. Основна і бічна зброя також може бути вдосконалені до наступного рівня шляхом підбирання пауер-апів, які випадають зі знищених ворогів. Набір зброї вужчий, порівняно з Повною історією. Сам корабель, щити і генератори не підлягають оновленню, гравець отримує корабель з середніми параметрами.
В Аркадному режимі можна грати вдвох за одним комп'ютером або через модем. Гравці в такому разі контролюють два кораблі: «Dragonhead» і «Dragonwing». Обидва гравці можуть об'єднати свої кораблі в один, «Steel Dragon», де перший пілот контролює сам корабель, а другий — його турель.
Обидва судна мають різні здібності. «Dragonhead» має сильнішу зброю, вищу маневреність, і менші розміри, що дозволяє легше уникати ворожих пострілів. Йому також доступні інші вдосконалення зброї, як «Soul of Zinglon» чи «Repulsor». «Dragonwing» більший і повільніший, але більш броньований. Він також контролює «помічників». «Dragonwing» має унікальну здатність заряджаня гармати, де, якщо гравець вирішує не стріляти протягом короткого періоду часу, сила пострілу буде накопичуватися. Кожна зброя має 5 рівнів зарядження.
Битва на час — цьому режимі, наявному тільки в Tyrian 2000, гравець вибирає один з трьох рівнів (Deliani, Space station, Savara). Гра запускається автоматично і гравцеві дається певний час, щоб завершити рівень, збираючи бонуси, відбиваючись від ворогів і перемагаючи боса. Коли рівень завершений, оцінка розраховується в залежності від часу, життя, руйнувань і вбитих ворогів.
Супераркада — у грі також наявні 7 (9 в Tyrian 2000) прихованих режими Супераркади зі спеціалізованими кораблями. Для доступу до них від користувача вимагається вводити певні кодові слова, які показуються після проходження гри.
СуперTyrian — цей режим, який включається, коли набрати код «engage» на титульному екрані, відключає всі чит-коди і команди і встановлює найвищий рівень складності Бог гри (чи Самовбивчий, якщо натиснути клавішу Scroll Lock). Гравець отримує корабель моделі «Stalker 21.126», разом з невеликим щитом і єдиною зброєю «Atomic Rail Gun». Однак, корабель здатний генерувати безліч різних видів зброї, коли гравець виконує особливі послідовності рухів і пострілів.
Ефект «поля зору» завжди ввімкнений в СуперTyrian, він приховує об'єкти, які знаходяться поза полем зору в 90 градусів перед кораблем гравця.

### Міні-ігри
- Destruct — міні-гра, прихована всередині Tyrian, що є відсилкою до гри Scorched Earth, з режимами «людина проти людини» і «людина проти комп'ютера». В неї можна грати, набравши DESTRUCT на екрані головного меню. Гравець керує танком, яким намагається поцілити в противника або зруйнувати місцевість навколо так, що противник впав і розбився.
- Ale Zinglon — це гумористична міні-гра, де гравець повинен, окрім знищення ворогів, збирати кухлі з пивом (елем). Гра може тривати нескінченно, стаючи все важчою.
- Zinglon's Squadrons — робить гру схожою на Galaxian або Galaga. Велика кількість противників рядами спускається з верху екрану, а гравець повинен їх знищити, щоб перейти до наступної хвилі наступу. Що далі, то поведінка ворогів стає складнішою, вони утворюють різні формації, стріляють під різними кутами і посилають кораблі на таран по складних траєкторіях.
- Zinglon's Revenge — в цій міні-грі гігантський корабель створює горизонтальне енергетичне поле. Малі вороги нападають зверху, по краях екрану і перед енергетичним полем. Дотик до поля або ворога смертельні. Гравці повинні перестріляти всіх ворогів, щоб перейти до наступного рівня.

## Сюжет
Дія гри розгортається в 20031 році. Гравець бере на себе роль пілота на ім'я Трент Гокінс (Trent Hawkins), який розвідує придатні для життя місця на терраформованих планетах. Його останнім місцем роботи є планета Тіріан (Tyrian), яка знаходиться недалеко від території раси ящерів газудра (Hazudra).
Одного разу Б'юс Квесілак (Buce Quesillac), газудра і найкращий друг Трента, був застрелений в спину літаючим дроном. Б'юс протримався досить довго, щоб сказати Трентові, що напад був справою рук корпорації Microsol, яка займається терраформуванням Тіріану. Вони застрелили Б'юса, бо він знав про гравітум, мінерал з Тіріану, який дозволяє контролювати силу тяжіння. Microsol хоче використовувати гравітум для посилення своїх військових кораблів, які зробили б корпорацію непереможною. Трент є наступним в їхньому списку. Б'юс попросив його спробувати досягти вільної планети Савара, після чого помер. Трент, знайшовши невеликий винищувач, вирушає до Савари, переслідуваний військами корпорації.
Гра має декілька закінчень і різні варіанти проходження.

## Версії
Оригінальна версія складалася із трьох епізодів. Версія 2.0 містить додатковий четвертий епізод. У 1999 році гра була перевидана як Tyrian 2000 і включала всі випущені до того часу патчі і новий п'ятий епізод. Tyrian 2000 сумісна з Windows 95, 98/ME, 2000 і XP.
З виходом OpenTyrian в 2007, гра вийшла для численних платформ: Amiga, Dreamcast, Nintendo DS, GameCube, Gizmondo, GP2X, Linux, Mac OS X, Maemo Platform, PSP, Symbian OS, Wii, Windows, Pandora, Android.
У 2009 році була випущена версія Tyrian для iOS з дизайном, зміненим для управління з сенсорного екрану.
В 2011 Tyrian вийшла на портативному медіа-плеєрі Microsoft's Zune HD, а 17 квітня 2013 на BlackBerry.